# 夕やけ天使
『夕やけ天使』（ゆうやけてんし）は、1960年8月7日から1962年9月30日までKRテレビ（→東京テレビ→TBSテレビ）系列の毎週日曜19:00 - 19:30（タケダアワー）で放送された児童向けドラマである。
なお1961年8月6日からは『夕やけ天使 2コ2コ人生』（ - にこにこじんせい）と改題した。また1961年1月1日は放送枠を19:00 - 20:00に拡大し、正月SP『夕やけ天使がおりてきた』を放送した。

## 概要
だるま船「かもめ丸」に父・良三と二人きりで住む少年・健チが、チー坊という少年と知り合い、2少年の家が助け合いながら、水上生活を明るく変えてゆくという話。
脚本は前々番組『豹の眼』の原作者高垣眸の息子である高垣葵が務めた。
DVD『宣弘社フォトニクル』（2015年）では、映像は現存しないとしている。

## 出演者
- 健チ：馬場勤
- 良三：三國一朗
- チー坊：竹腰三知郎
- マチ子（チー坊の姉）：松島トモ子
- チー坊の祖父：志水辰三郎
- 楠トシエ
- 益田喜頓
- 津島恵子
- 三崎千恵子

ほか

## 脚本
- 高垣葵

## 主題歌
- 「夕やけ天使」
  - 作詞：高垣葵 / 作曲：宇野誠一郎 / 歌：松島トモ子

## コミカライズ
- 佐藤なみ子によって、月刊誌「ひとみ」（第1期、秋田書店刊）の1960年10月号から1961年3月号まで連載された。
- みねたろう（峯たろう）によって、月刊誌「たのしい三年生」（講談社刊）の1961年4月号から同年6月号まで連載された。
- 赤塚不二夫によって、月刊誌「りぼん」（集英社刊）の1961年11月号から1962年４月号に連載された。